# Peter Kolbe
Peter Kolben (Kolbe) ( 1675 – 1726 ) fue un astrónomo neerlandés, recordado por su publicación en 1719 en Nuremberg: Caput Bonae Spei Hodiernum.

## Biografía
Fue enviado al cabo de Buena Esperanza con cartas de presentación del alcalde Nicolaas Witsen, de Ámsterdam, con el mandato de elaborar una descripción completa de Sudáfrica y realizar investigaciones astronómicas.
Kolbe fue nombrado astrónomo oficial en 1705, por primera vez en Sudáfrica; y trabajó en El Cabo entre 1705 y 1713, proporcionando una descripción detallada de la vida cotidiana en El Cabo, también describiendo su geografía, clima, flora, y fauna, seguido por un estudio detallado de los hotentotes, con su idioma, religión, estilo de vida y costumbres. Esta obra de Kolbe fue publicada por primera vez en Nuremberg, en alemán, el año 1719.

"Varias y bellas plazas del país, viñedos y jardines se pueden ver en casi todas partes de la Table-Hill .  La Compañía tiene aquí dos jardines muy amplios, ricos y bellos. En uno de ellos se encuentra, construido a expensas de la empresa, una noble Casa del Gobernador, y cerca de ella un hermoso bosque de robles, llamado "Ronda de Bush" desde que este Jardín (Rondebosch) toma su nombre. El otro jardín está a cierta distancia de lo que se llama Newland, por sus plantaciones últimas. Ambos jardines están finamente regados por los manantiales de Table-Hill y la Compañía extrae de ellos una muy considerable cantidad de ingresos."

## Otras publicaciones
- peter Kolben, guido Medley. 1738. The present state of the Cape of Good-Hope: or a particular account of the several nations of the Hottentots; their religion, government, laws, customs, ceremonies and opinions; their art of war, professions, language, genius, etc. : together with a short account of the Dutch settlement at the Cape (El estado actual del Cabo de Buena Esperanza: o un particular relato de las diversas naciones de los hotentotes, su religión, gobierno, leyes, costumbres, ceremonias y opiniones, su arte de la guerra, profesiones, idioma, genio, etc., junto con un breve relato de la colonia holandesa de El Cabo). Ed. W. Innys & R. Manby. 367 pp.